# Chissey-en-Morvan
Chissey-en-Morvan è un comune francese di 315 abitanti situato nel dipartimento della Saona e Loira nella regione della Borgogna-Franca Contea.

## Società

### Evoluzione demografica
Abitanti censiti